# Wasteland 3
Wasteland 3 — рольова відеогра, розроблена компанією inXile Entertainment та випущена Deep Silver; третя частина серії «Wasteland». Вона була випущена 28 серпня 2020 року для Microsoft Windows, PlayStation 4 та Xbox One.

## Сюжет
Події відеогри відбуваються у зледенілих пустощах постапокаліптичного Колорадо, де гравець керує останнім вцілілим членом команди «Team November».

## Ігровий процес
Wasteland 3 є рольовою відеогрою з елементами покрокової стратегії. Вона побудована від ізометричної перспективи, а також має синхронний та асинхронний багатокористувацькі режими. Окрім того, основна кампанія може проходитися як наодинці, так і у кооперативному режимі з іншим гравцем. У відеогрі гравцеві потрібні приймати різноманітні рішення, які по-різному впливатимуть на ігровий світ та його історію. Серед нововведень, у Wasteland 3 розробники додали спеціальний транспортний засіб, яким гравець може мандрувати світом та в якому може зберігати свої знахідки.

## Розроблення
Відеогра розроблювалася inXile Entertainment та була випущена Deep Silver. Вона була вперше представлена розробниками у вересні 2016 року. Як було повідомлено, відеогра створювалася з допомоги грального рушія «Unity». Команда розробників складалася переважно із творців Torment: Tides of Numenera, що вийшла 2017 року. Збір коштів для створення відеогри проходив подібно до Wasteland 2 з допомоги краудфандингу. Однак, компанія перейшла з Kickstarter на сервіс капітального краудфандингу (англ. equity crowdfunding) під назвою «Fig». Кампанія зі збору коштів розпочалася у жовтні 2016-го, і впродовж місяця зібрана сума склала понад 3 мільйонів доларів США.
Відеогру планувалося випустити у четвертому кварталі 2019 року. Але після того, як компанію-розробницю придбала Xbox Game Studios, до процесу створення залучили більше працівників та відтермінували кінцевий вихід до початку 2020-го. Бюджет відеогри у тричі перевищував кошторис попередньої частини. Додаткові кошти були здебільшого витрачені на створення та впровадження діалогових сцен та наймання акторів озвучування. Через пандемію COVID-19 у світі, співробітники inXile перейшли на віддалений спосіб роботи, що зумовило чергове перенесення дати виходу. Випуск версій для MacOS та Linux було відтягнуто на невизначений час через рішення компанії зосередитися на випуску Wasteland 3 для Windows 10, Xbox One та PlayStation 4.

## Сприйняття
Відеогра отримала в цілому схвальні відгуки від оглядачів і гравців. Так, на аналітичному вебсайті «Metacritic» відеогра у середньому здобула 86 балів зі 100 можливих на основі 33 оглядах. Водночас за даними OpenCritic, відеогра в середньому отримала 85 балів на основі рецензій 56 оглядачів.